# Stefan Adamsson
Stefan Adamsson (* 3. Januar 1978 in Skövde) ist ein ehemaliger schwedischer Radrennfahrer.

## Werdegang
1997 gewann er das Eintagesrennen Östgötaloppet. 2000 siegte er im Skandisloppet, dem ältesten schwedischen Eintagesrennen.
Stefan Adamsson begann seine internationale Karriere 2000 beim Radsportteam Team Crescent und wechselte 2001 zu dem deutschen Team Coast, nachdem er im Jahr 2000 bei der schwedischen Meisterschaft den Titel im Einzelzeitfahren und im Straßenrennen gewonnen hatte. Den Titelgewinn im Straßenrennen wiederholte er in der Saison 2002.
Nachdem die Mannschaft in Team Bianchi umbenannt worden war und sich Ende 2003 aufgelöst hatte, wechselte Adamsson zum Team Barloworld. 2006 fuhr Adamsson für das deutsche Continental Team Milram, das Farmteam des ProTeams. Nach der Saison 2006 beendete er seine Radsportkarriere.

## Familiäres
Sein Vater Owe Adamsson war mehrfacher schwedischer Meister bei den Amateuren und Olympiateilnehmer 1960. Sein Bruder Anders Adamsson war ebenfalls Radrennfahrer.

## Erfolge
2000
- Schwedischer Meister – Straßenrennen
- Schwedischer Meister – Einzelzeitfahren

2002
- Schwedischer Meister – Straßenrennen